# 2-й фронт (Японія)
2-й фро́нт (яп. 【第二方面軍】) — вище оперативно-стратегічне об'єднання збройних сил Японської імперії, фронт Імперської армії Японії в 1942–1945 роках. Брав участь у війні на Тихому океані (1941–1945) на території Індонезії.

## Дані
- Сформований: 1 липня 1942 року.
- Кодова назва: Кі (【輝】, «блискучий»)[1].
- Підпорядкування: Квантунська армія; після 30 жовтня 1943 року — Генеральний штаб Збройних сил Японії.
- Район бойових дій: Маньчжурія, після 30 жовтня 1943 року — Індонезія (Голландська Ост-Індія) та Північна Австралія.
- Штаб: Маньчжурія, після 30 жовтня 1943 року — Сулавесі, Індонезія.
- Припинив існування: 13 червня 1945 року після демобілізації[1].

## Бойові дії
- Війна на Тихому океані (1941–1945) як складова Другої світової війни.

## Командування
Командири фронту:
1. генерал-лейтенант Анамі Коречіка (1 липня 1942 — 26 вересня 1944)[2];
2. генерал-лейтенант Іїмура Джьо (26 вересня 1944 — 29 травня 1945)[2].

Голови штабу фронту:
1. генерал-майор Йошіхара Кане (4 липня 1942 — 9 листопада 1942)[2];
2. генерал-майор Ватанабе Йо (9 листопада 1942 — 29 жовтня 1943)[2];
3. генерал-лейтенант Нумата Такадзо (29 жовтня 1943 — 26 грудня 1944)[2];
4. генерал-майор Сакума Рьодзо (26 грудня 1944 — 29 травня 1945)[2].

Віце-голови штабу фронту:
1. генерал-майор Терада Масао (29 жовтня 1943 — 17 квітня 1944)[2];
2. генерал-майор Ґото Міцудзо (17 квітня 1944 — 20 лютого 1945)[2];
3. генерал-майор Шіґеясу Каменосуке (1 березня 1945 — 7 квітня 1945)[2].

## Склад
1945 рік
- 2-а армія (Японія)

- 35-а дивізія (Японія)
- 36-а дивізія (Японія)

- 10-а дивізія (Японія)
- 32-а дивізія (Японія)
- 2-а морська　бригада